# Zakrzów (powiat średzki)
Zakrzów – wieś w Polsce położona w województwie dolnośląskim, w powiecie średzkim, w gminie Środa Śląska.

## Podział administracyjny
W latach 1975–1998 miejscowość należała administracyjnie do województwa wrocławskiego.